# Ataque à embaixada boliviana em Lima em 1992
O ataque à embaixada boliviana em Lima em 1992 foi um ataque terrorista realizado pelo Sendero Luminoso na embaixada boliviana na cidade de Lima, Peru. O ataque ocorreu como parte de uma tática ofensiva de “greve geral armada” do Sendero Luminoso contra o governo de Alberto Fujimori. O ataque deixou cerca de 16 pessoas feridas, incluindo moradores próximos e funcionários da embaixada boliviana.

## Antecedentes
No início de 1992, a liderança do Sendero Luminoso planejou uma ofensiva para minar o poder nacional e degradar internacionalmente a imagem de Alberto Fujimori, que deveria participar da 2ª Conferência Ibero-Americana em Madri. Em 1992, Fujimori já não tinha boas relações com a maioria da comunidade hispânica internacional devido à sua política de mão pesada e aos excessos na repressão à insurgência comunista.

## Ataque
Em 22 de julho, um carro-bomba explodiu por volta do meio-dia perto da embaixada, causando grandes danos materiais e ferindo seis pesoas, incluindo civis peruanos e funcionários da embaixada boliviana. O Ministério das Relações Exteriores do Peru informou que o ataque fazia parte das operações do Sendero Luminoso durante sua chamada "greve geral armada".

## Consequências
Um diplomata latino-americano, ao visitar os escombros da embaixada, disse que “Lima dá a impressão de estar sob o cerco de uma guerra civil virtual”.
O governo da então República da Bolívia exigiu indenização e reparações do governo peruano pelo ataque. O Estado peruano atendeu aos pedidos bolivianos algum tempo depois, com as conversas entre os dois países dando origem ao comodato de Bolívia Mar no departamento de Moquegua, um enclave comercial.